# Вірменська церква святого Миколая (Кам'янець-Подільський)

Вірменська церква Святого Миколая, вірменський костел Святого Миколи — втрачена на сьогодні пам'ятка вірменської християнської сакральної архітектури, яка розташовувалася у вірменській дільниці Кам'янця-Подільського, при вулиці Вірменській. Утворювала єдиний комплекс споруд, оточений муром, з дзвіницею і торговими складами.
До 3 лютого 1790 року виконувала роль катедрального храму, головного релігійного, культурного, соціального і організаційного центру кам'янецької вірменської громади.
Знищена комуністами в 1930-х роках.

## Історія
Святиню ймовірно збудували в 1495 році вірмени, які прибули до Кам'янця в 1380-их роках. Початково була дерев'яною.
Наприкінці 15 століття в Кам'янці нараховувалося 4 вірменські храми: церква Успення Пресвятої Богородиці, церква Святого Миколая Чудотворця, церква Святого Стефана, церква Благовіщення Пресвятої Богородиці — катедра. Новозбудована церква Святого Миколая Чудотворця, п'ята за ліком, одразу перебрала на себе функції катедри, завдяки чому стала центром світського і релігійного життя кам'янецьких вірмен. В церкві зберігалися архів, зокрема королівські привілеї, печатка та хоругва громади.
З-перед 1565 року збудована дзвіниця.
В 1602 році пожежа знищила центральну частину міста, втім і церкву Святого Миколая Чудотворця.

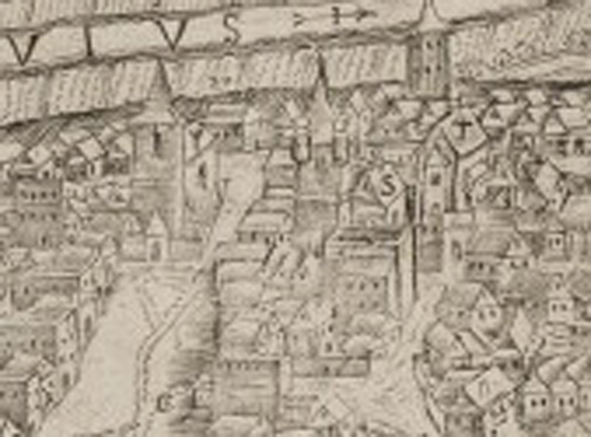
Кипріян Томашевич. Кам'янець Подільський. Фрагмент плану міста із зображенням Вірменської катедри. 1672 рік.

Після пожежі вірменська громада поспішно взялася відбудовувати храм. Було розширено притвор і зведено кам'яний мур. Суддя Міхно у 1603 році оплатив реконструкцію однієї з церковних бань, яку вкрили «золотом». 25 квітня 1607 року 25 молодців (членів братства) замовили для церкви виготовлення дзвона. На той час церква мала вдосталь церковного начиння, корони ікон Пресвятої Богородиці та Ісуса Христа були декоровані перлами і дорогоцінними каменями. В 1612 році «в церкві Св. Миколая встановлені вікна з рамами та залізними ґратами». В 1613 головний вівтар упоряджено новими іконами Діянь Христа написаними майстром Шарим. Наприкінці 1614 року побілено склепіння, перед вівтарем встановлено кам'яний жертовник. Того ж року вірменський війт Лукаш подарував церкві новий срібний підсвічник.
В 1666 році зі Львова до Кам'янця прибули монахи оо. Театинів, на чолі з місіонером Піду, під їхнім впливом кам'янецькі вірмени навертаються до унії.

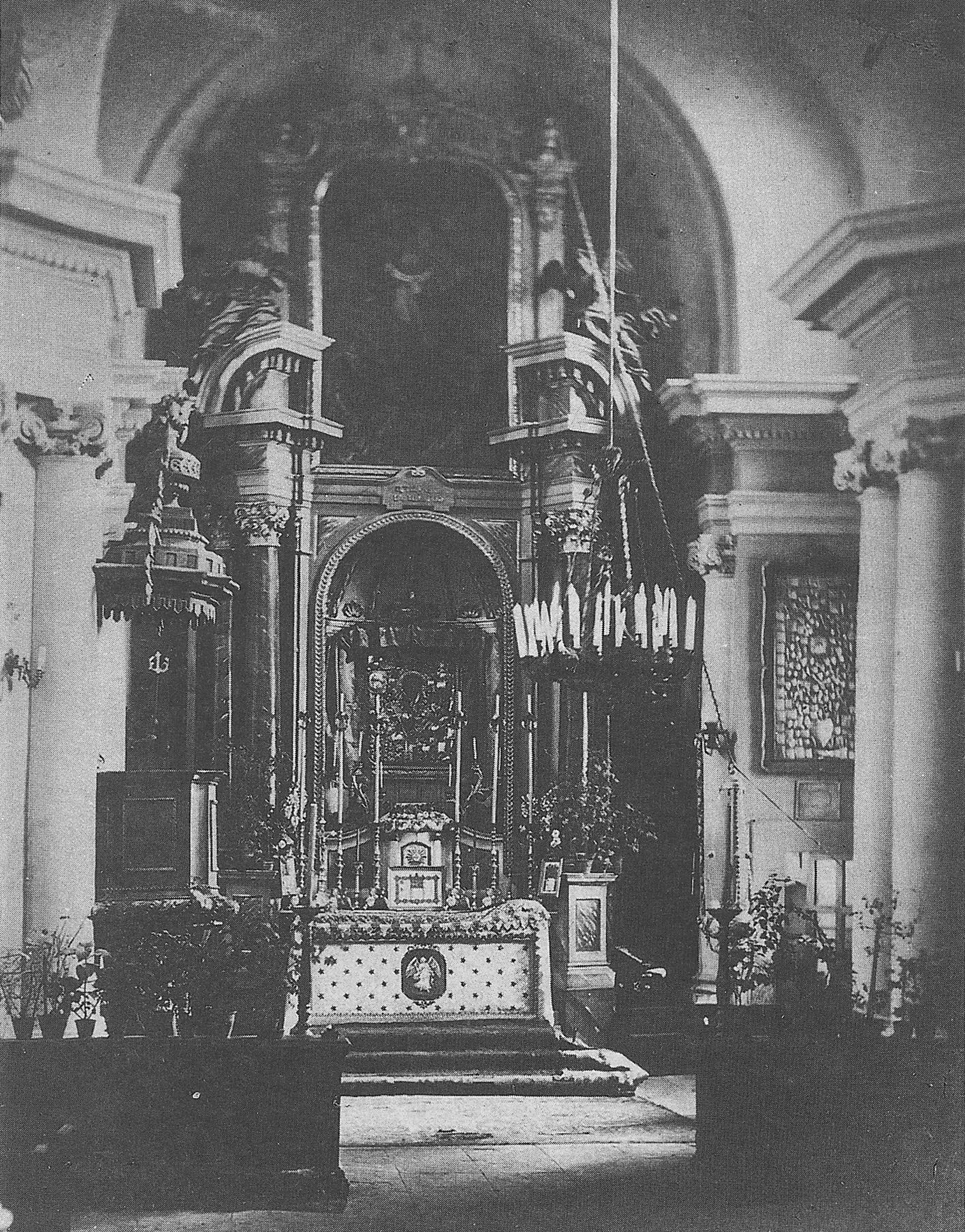
Головний вівтар

В 1672 році, під час штурму турками міста, храм майже вщент зруйнували.
Відбудовні роботи розпочалися в 1756 році на кошт вірменської громади. В 1767 році роботи завершені. 27 червня 1791 року костел освятив львівський вірменський архієпископ Туманович.
3 лютого 1790 року самоврядування кам'янецьких вірмен ліквідоване. Вірменська катедра перейшла на статус парафіяльного костелу.
В 1891 році з костелу Святого Миколи росіяни вивезли унікальну бібліотеку вірменських рукописів 16—17 століть. Серед них і подарований церкві Синаном Служебник татарською мовою 1349 року.

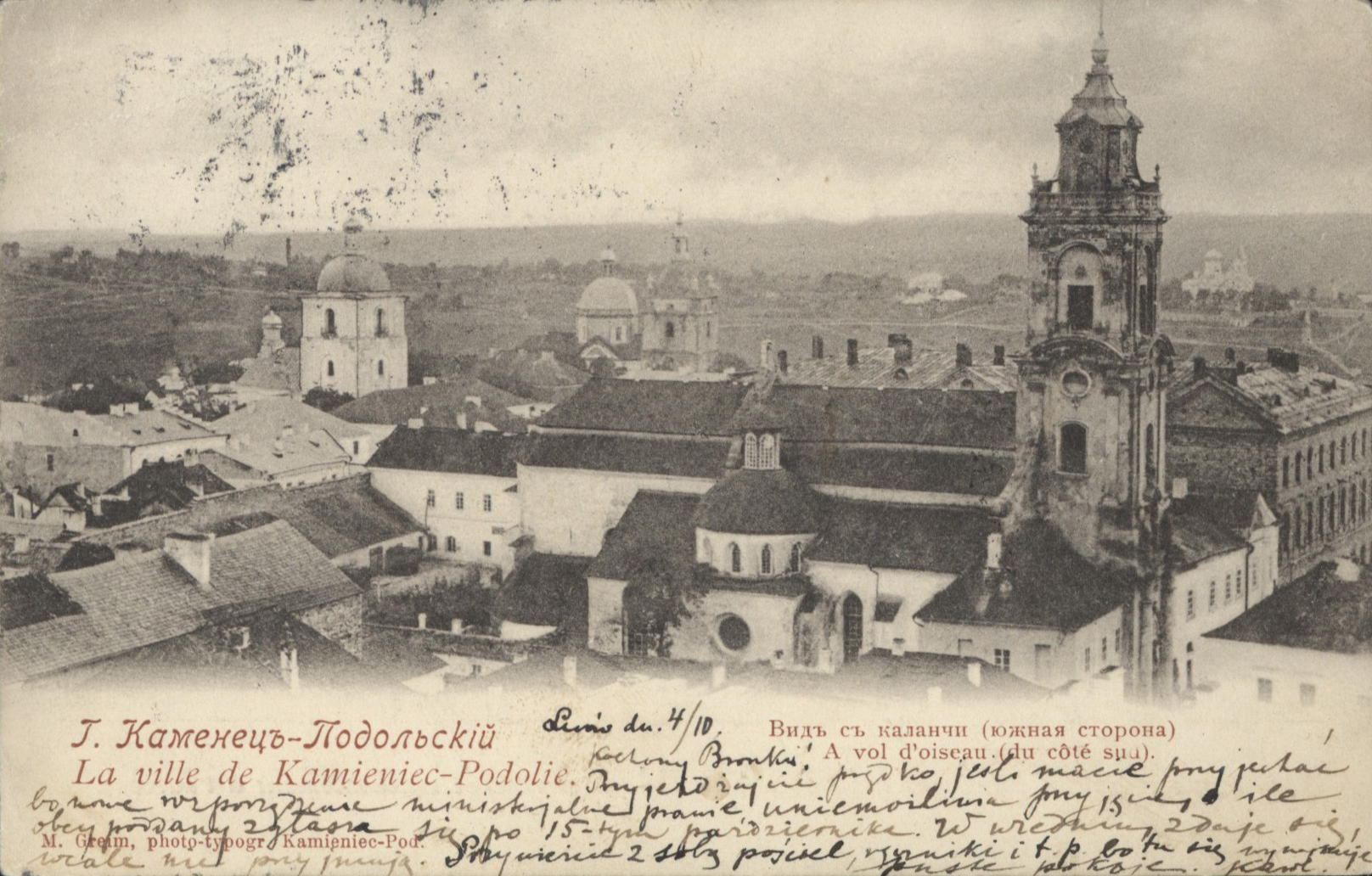
Вірменський костел з дзвіницею в панорамі південної дільниці старого Кам'янця

Після поразки Визвольних змагань 1917—1921 років костел зачинено комуністами. В 1922 році з костелу Святого Миколи реквізовано 60 кг срібного церковного начиння. Найцінніші предмети священикам вдалося заховати, за що їх заарештовано органами ГПУ як «ворогів голодних», що, за ти умов, фактично означало кару на горло. В 1930-х роках святиню висаджено в повітря.
У 1972 році розпочаті археологічні і архітектурні дослідження архітектурного комплексу Вірменської катедри. У 1973 році в них узяв участь вірменський дослідник Вартан Григорян. Стаціонарні археологічні дослідження проведені Кам'янець-Подільським державним педагогічним університетом протягом 1989-1996 років під керівництвом Миколи Петрова. В подальшому храмові фундаменти законсервовано.
2 липня 2005 року на румовищах Вірменської катедри встановлено пам'ятник-ханчкар «Пам'яті жертв Великого геноциду вірмен в 1915 році» роботи Армена Хачатряна.

## Архітектура

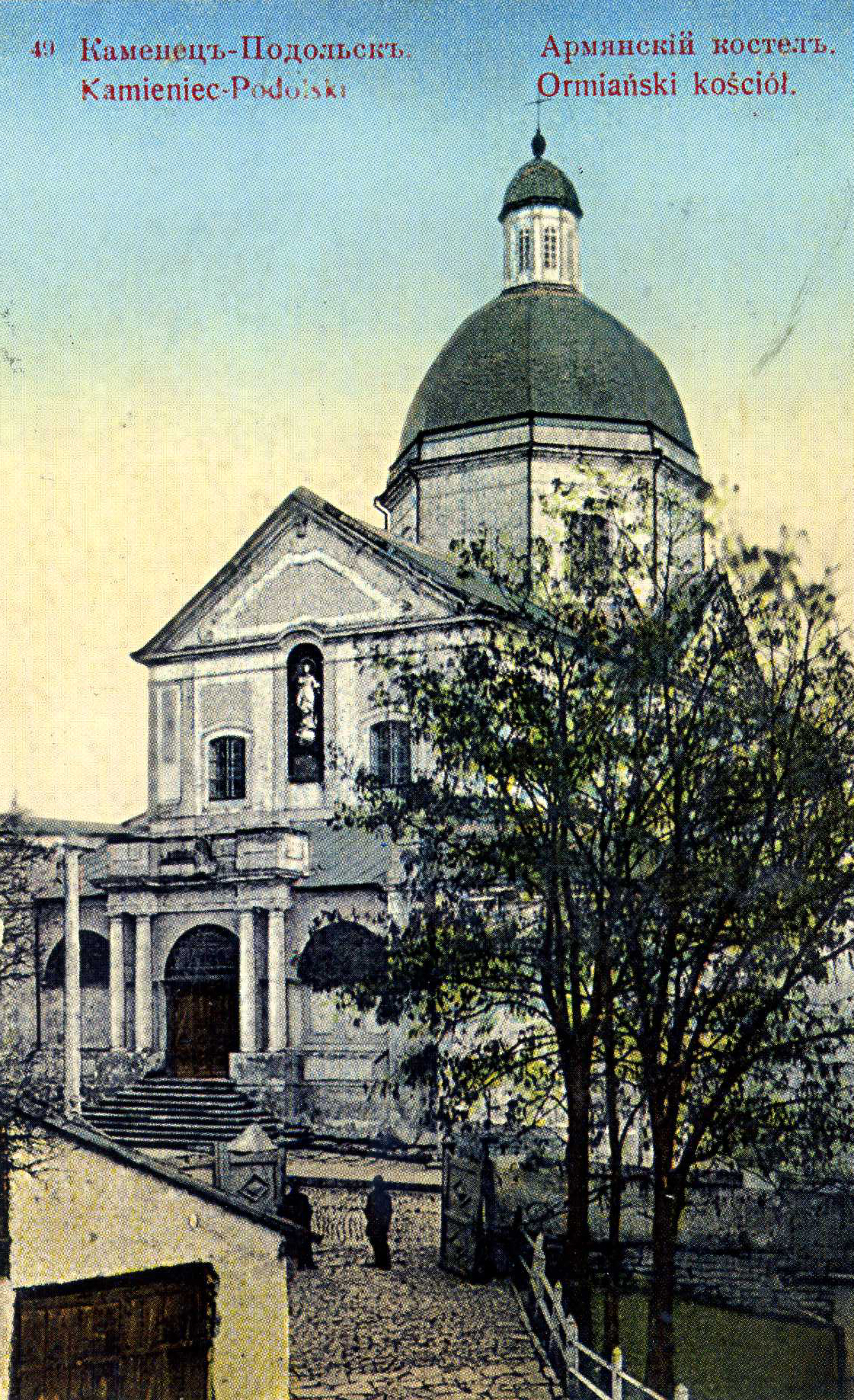
Костел Святого Миколи. Поштівка поч. 20 ст.

## Вежа-дзвіниця (Юнача)

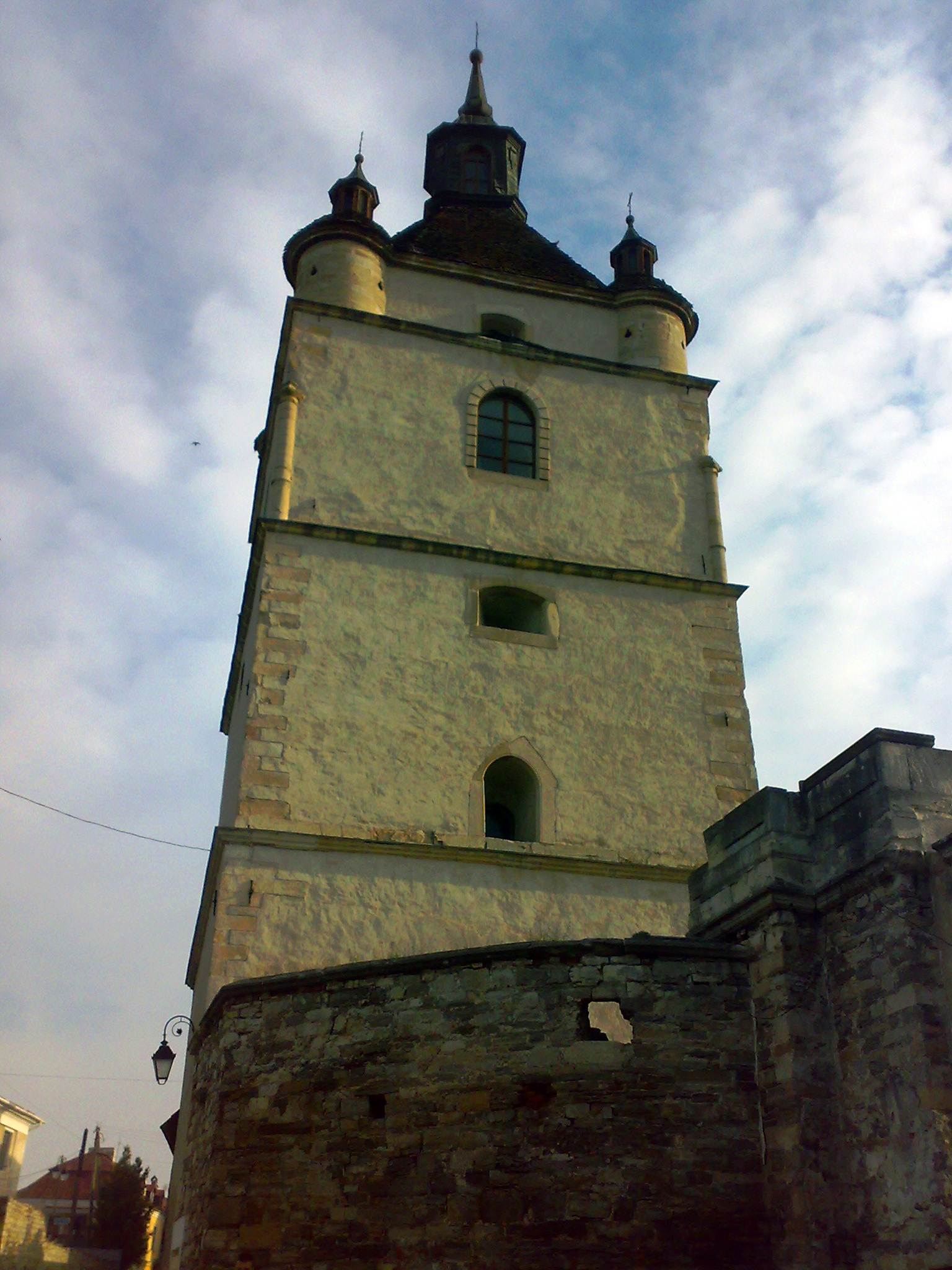
Дзвіниця.

Дзвіниця Вірменської катедри була зведена з-перед 1565 року зодчим Затіком Григором в стилі раннього Відродження. Дзвіниця отримала п'ять ярусів. Поверхові перекриття, крім першого ярусу, по балках. На першому ярусі вимурувано циліндричне склепіння з двома великими розхпалубками і з конхою в апсиді, що знаходиться в товщі східної стіни. Вхід обрамлений різьбленим кам'яним порталом. Вхід на другий ярус — по зовнішній дерев'яній або кам'яній внутрістінній драбинам. Комунікація з іншими ярусами — дерев'яними драбинами. Третій і п'ятий яруси мають бійниці з розширеними на обидві сторони щоками. П'ятий ярус узятий чотирма наріжними округлими вежками з невеликими баньками, на маленьких барабанах яких шатрове завершення. Кожна з вежок має по три ключоподібні бійниці. Вікно в апсиді першого ярусу зі стрільчатим завершенням і білокам'яним наличником, профілювання якого притаманне вірменській архітектурі. Завершена у вигляді втятого восьмигранного шатра увінченого барабаном з банькою. Фасади розчленовано різбленими кам'яними карнизами. Стіни потиньковані. Висота дзвіниці сягає 38 метрів. В проєкції споруда майже квадратна 11 на 10,7 метрів. Товщина стін в першому ярусі становить 2, 67 метра, у червертому — 2, 03 метра.
В 1633 році на першому поверсі дзвіниці влаштовано каплицю Святого Стефана.
Згідно з «Візитацією» 1856 року на двіниці знаходилися чотири дзвони.
В 1958 році споруду відреставровано.
В інтер'єрі першого ярусу — на стінах, консі і в віконних відкосах, збереглися фрески XVII—XVIII століть, виявлені під час досліджень 1978 року. У вівтарній ділянці виявлено зображення Ісуса Христа в оточенні янголів і серафимів, на північній стіні — сцени з життя Святого Стефана. У центральній ділянці, навпроти входу, зображено місто з мурами, вежами, двіницями і будинками. На тлі урбаністичного пейзажу міститься сюжет «Побиття Стефана камінням», тут же ж вміщено текст з закликом про помилування тих, хто не відає, що чинить. У верхній частині композиції зображено Всевишнього, який приймає душу померлого. Крім того, розписи багаті на орнаментальні мотиви. Персонажі жанрових сцен — міщани, духовні особи, воїни — мають типово вірменські риси обличчя. В 1982 році завершені роботи з розчищення і закріплення стінопису фахівцями з Київської реставраційної майстерні (архітектор А. Тюпич, художник А. Марампольський). Також дослідникам вдалося встановити подібність архітектурних елементів цієї будівлі з церквою Аменапркіч в Санаїні.
В 1985 році під кам'яним мощенням підлоги першого ярусу, на глибині 1,8 метра виявлено скарб. До складу скарбу входили найцінніші предмети церковного начиння заховані священиками в 1922 році. Список знайдених предметів нараховував 448 позицій. До найцікавіших знахідок слід віднести основу церковної чаші датовану 1581 роком і прикрашену вірменським текстом. Окремі речі зі скарбу нині можна оглянути в експозиції Кам'янець-Подільського державного історичного музею-заповіднику.

## Ікона Пресвятої Богородиці Вірменської

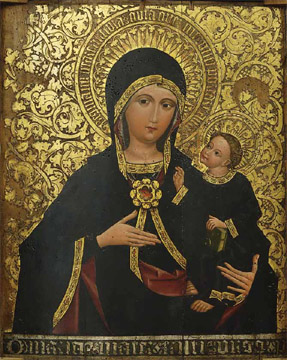
Ікона Пресвятої Богородиці Вірменської. Без окладу.

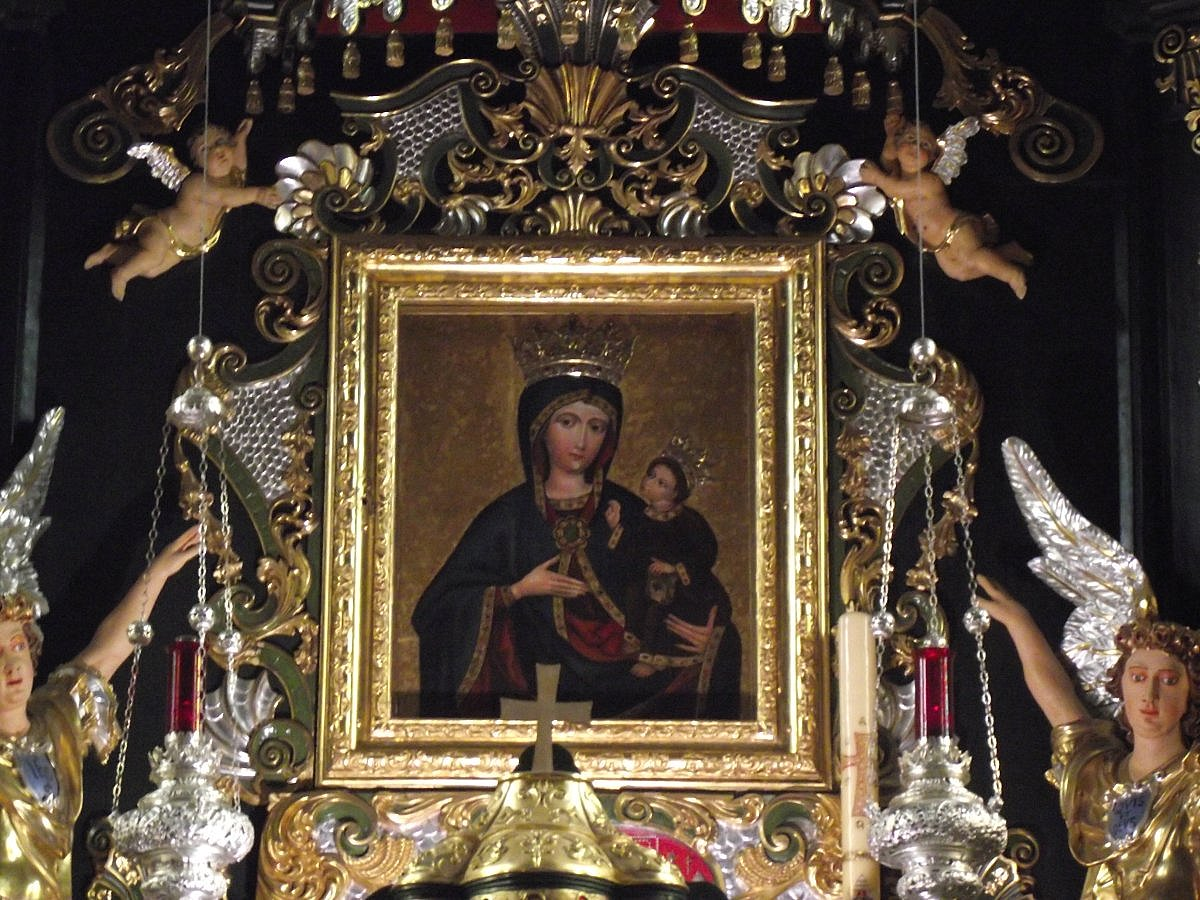
Образ Матері Божої Рихвальдської. Початок XV століття

Ікона Пресвятої Богородиці Вірменської — головна християнська святиня Кам'янця. Належить до типу «Одигітрій».
Вважається, що ікона кам'янецької Пересвятої Богородиці Вірменської належить до зразків візантійського мистецтва і була написана на кипарисовій дошці ще в X столітті. За переданнями, вона потрапила до Кам'янця в 1398 році разом з вірменами, які рятувалися від переслідувань мусульман в Севастополі. Після захоплення міста турками в 1672 році, черниці, що під ту пору замешкували при церкві, разом з іконою подалися на Схід, але були впіймані. Довший час після того ікона слугувала як дошка для замісу тіста в одній з турецьких родин в Македонії. Там її вірмени й розшукали та викупили. Повертаючись додому Чорним морем зазнали нападу турецьких галер. Багато кораблів були потоплені, однак судно на якому знаходилася ікона не зазнало ушкоджень. В подальшому ікону переховували у Созополі і Львові, а після відходу турків з Кам'янця повернули її на звичне місце.
Ікона Пресвятої Богородиці Вірменської вважалася чудодійною і служила об'єктом поклоніння як кам'янецьких міщан так і чисельних прочан, що навідувалися до храму. В 1920 роках була вилучена комуністами і вивезена до Харкова, а потім до Рівного. Нині знаходиться на зберіганні у фондах Національного музею мистецтв імені Богдана та Варвари Ханенків (інв. № 168). В 1995 році проводилася реставрація ікони в майстернях Українського реставраційного центру, проте її атрибуція так і не була встановлена.
У кам'янецькій Катедрі Святих Апостолів Петра і Павла зберігається копія ікони Пресвятої Богородиці Вірменської, яка, за переказами, виконана на підставі ікони Лисецької Пресвятої Богородиці, що нині зберігається в костелі Святої Трійці в Гливицях (Польща). Сама ікона Лисецької Пресвятої Богородиці нібито була скопійована священиком Колумбом з кам'янецької Ікони Пресвятої Богородиці Вірменської ще в XVI столітті. Проте навіть поверховий огляд дозволяє сказати, що усі три ікони мають схожість найзагальнішого характеру.